# جائزة إسبانيا الكبرى 1987
جائزة إسبانيا الكبرى 1987 هو سباق فورمولا 1 أقيم بتاريخ 27 سبتمبر 1987 في شريش، إسبانيا. كان الثالث عشر من أصل 16 في بطولة العالم لسباقات الفورمولا واحد موسم 1987. حلّ البريطاني نايجل مانسيل أولا بينما جاء الفرنسي ألن بروست في المركز الثاني وحصل على المركز الثالث السويدي ستيفان يوهانسون.